# Cryptanura liopleuris
Cryptanura liopleuris är en stekelart som först beskrevs av Szepligeti 1916.  Cryptanura liopleuris ingår i släktet Cryptanura och familjen brokparasitsteklar. Inga underarter finns listade i Catalogue of Life.